# バルメット M82
バルメット M82（Valmet M82）は、フィンランドのバルメット社が設計・製造した自動小銃である。M76ショートとも呼ばれる。

## 概要
ブルパップ方式のアサルトライフルで、機関部はフィンランド軍の制式小銃であるRKｍ62/76をベースにしている。初期型は木製の銃床を採用していたが、後期型では機関部全体がポリマー製のカバー内に収められた。照準器は左にオフセットされ、比較的高い位置に取り付けられている。排莢方向を切り替える機能はなく、左肩に構えて射撃することはできない。開発期間とコストを節約するため、既製品をブルパップ化する形で設計されたが、他の同種の銃器と同様、成功作とは言えなかった。
元々はフィンランド軍空挺部隊向けとして設計されたが、テストの結果不採用となった。その後、輸出用として約2000丁が製造され、主にアメリカに輸出されたが、大きな成功を収めることはできなかった。